# 圣克里斯托夫-叙孔代
圣克里斯托夫-叙孔代（法語：Saint-Christophe-sur-Condé，法語發音：[sɛ̃ kʁistɔf syʁ kɔ̃de]）是法国厄尔省的一个市镇，位于该省西北部，属于贝尔奈区。

## 地名
与通常在法语地名中表示“在……河畔”之意的“sur”不同，该地名“Saint-Christophe-sur-Condé”中的“sur”意为“在……上方”，表示名为圣克里斯托夫（Saint-Christophe）的该地与孔代（Condé）的位置关系，并以“孔代上方的圣克里斯托夫”之名区分其他的“圣克里斯托夫”，且事实上在该地附近也并无“孔代河”存在。

## 地理
圣克里斯托夫-叙孔代（49°17'14"N, 0°35'59"E）面积9 平方千米，位于法国诺曼底大区厄尔省，该省份为法国北部内陆省份，北起滨海塞纳省，西接奧恩省和卡爾瓦多斯省，南至厄尔-卢瓦省，东临瓦兹省、瓦兹河谷省和伊夫林省。
与圣克里斯托夫-叙孔代接壤的市镇（或旧市镇、城区）包括：里勒河畔孔代、里勒河畔圣菲尔贝、圣皮埃尔德西夫、圣艾蒂安拉列、圣马丹圣菲尔曼、圣皮埃尔代西夫。
圣克里斯托夫-叙孔代的时区为UTC+01:00、UTC+02:00（夏令时）。

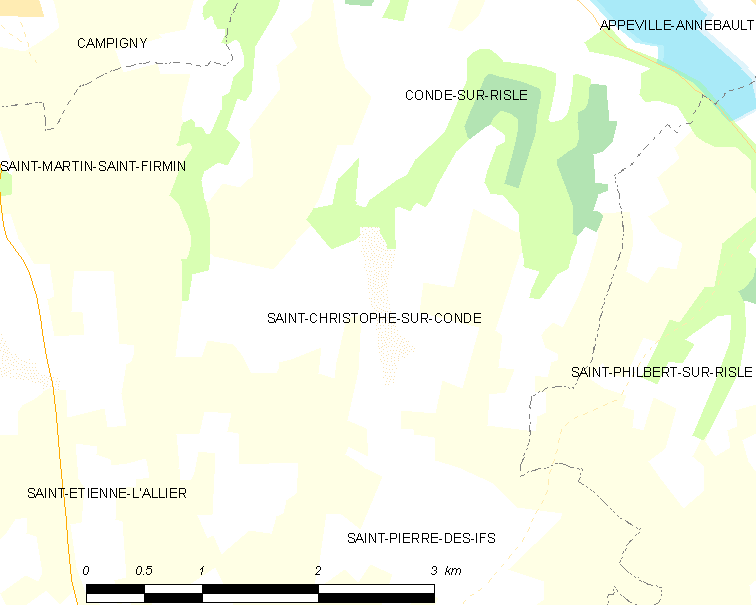
圣克里斯托夫-叙孔代的OSM定位图

## 行政
圣克里斯托夫-叙孔代的邮政编码为27450，INSEE市镇编码为27522。

## 政治
圣克里斯托夫-叙孔代所属的省级选区为伯兹维尔县。

## 人口

1962-2008年间圣克里斯托夫-叙孔代人口变化图示

圣克里斯托夫-叙孔代于2022年1月1日时的人口数量为429人。